# Georgi
Georgi er en dansk kortfilm fra 2014 med instruktion og manuskript af Morten Lindqvist og Asger Lindqvist.

## Handling
Den småkriminelle Georgi forsøger at gøre sig bemærket i en fremmed storby.